# Point Pleasant Beach
Point Pleasant Beach é um distrito localizado no estado americano de Nova Jérsei, no Condado de Ocean.

## Demografia
Segundo o censo americano de 2000, a sua população era de 5314 habitantes.
Em 2006, foi estimada uma população de 5398, um aumento de 84 (1.6%).

## Geografia
De acordo com o United States Census Bureau tem uma área de
4,4 km², dos quais 3,7 km² cobertos por terra e 0,7 km² cobertos por água.

## Localidades na vizinhança
O diagrama seguinte representa as localidades num raio de 8 km ao redor de Point Pleasant Beach.